# 奥西·赖歇特
奥西·赖歇特（德語：Ossi Reichert，1925年7月25日—2006年7月16日），德国女子高山滑雪运动员。她曾代表德国和德国联队参加1952年和1956年冬季奥林匹克运动会高山滑雪比赛，获得一枚金牌和一枚银牌。